# Strzelanina w Nakhon Ratchasima
Strzelanina w Nakhon Ratchasima – strzelanina, która miała miejsce 8 i 9 lutego 2020 w obozie wojskowym Surathampithak i mieście Nakhon Ratchasima w Tajlandii. W wyniku strzelaniny zginęło 27 osób, a 63 osoby odniosły obrażenia. Strzelanina rozpoczęła się w obozie wojskowym i przeniosła się na ulicę oraz do centrum handlowego w Nakhon Ratchasima. W czasie ataku napastnik zamieszczał różne treści i nagrania na żywo na swoim profilu na Facebooku.

## Przebieg strzelaniny

### Strzelanina w bazie wojskowej
Strzelanina zaczęła się około godziny 15:30 czasu lokalnego w obozie wojskowym Surathampithak, kiedy podejrzany, zidentyfikowany jako żołnierz Królewskiej Armii Tajskiej 31-letni sierżant sztabowy I klasy Jakrapanth Thomma (จักรพันธ์ ถมมา) zastrzelił swojego dowódcę oraz dwie inne osoby. Następnie zabrał kika sztuk broni i uciekł z bazy. Wojsko zaczęło następnie poszukiwać sprawcy.

### Strzelanina na ulicach i w centrum handlowym
Po ucieczce zaczął strzelać na ulicy i w pobliżu buddyjskiej świątyni. Thomma dotarł następnie do centrum handlowego Terminal 21 Korat, gdzie opuścił pojazd i zaczął strzelać do ludzi przed zdetonowaniem przez ostrzelanie butli z gazem kuchennym. Zabił co najmniej 21 osób, a kolejne cztery zmarły w szpitalu. Następnie wziął szesnastu zakładników wewnątrz centrum handlowego na czwartym piętrze, a w trakcie całej strzelaniny zamieszczał filmiki i wpisy oraz memy internetowe na swoim koncie na portalu Facebook.
Policjanci i żołnierze szturmowali centrum handlowe i zażądali poddania się, lecz napastnik otworzył do nich ogień, zabijając policjanta i raniąc trzech innych; Thomma pozostał w środku przez kilka godzin, podczas których jego matka została sprowadzona na miejsce zdarzenia przez władze, aby spróbować przekonać go do poddania się.
9 lutego o godzinie 9:13 czasu lokalnego, Tajska Królewska Policja ogłosiła, że sprawca został zastrzelony przez policjantów w wymianie ognia.

## Sprawca
Sprawcą strzelaniny był 31-letni Jakrapanth Thomma, wojskowy w randze sierżanta sztabowego. Sprawca został opisany jako dobry w strzelaniu z broni palnej i jego motywem była kłótnia o sprawy materialne i nieruchomości ze swoim przełożonym w wojsku, którego zastrzelił na początku.